# Okruzi Francuske
Okrug ili arondisman (francuski: arrondissement) je izraz koji se koristi za dva oblika administrativnog područja u Francuskoj. Prvi odgovara političkoj podpodjeli departmana, a drugi se koristi kao naziv za podpodjelu određenih općina u kojima živi veći broj stanovništva.

## Okruzi u departmanima
U Francuskoj, departmani se dijele u okruge, a ti okruzi se dijele u kantone, koji se dijele na općine. Administracijom okruga upravlja podprefekt, koji pomaže prefektu departmana. Podprefekti se ne biraju izborima, nego ih na dužnost postavlja Predsjednik Francuske.

### Povijest
Princip okruga je nekoliko puta predložen za vrijeme Starog režima (ancien Régime). Prva osoba koja ga je predložila bio je intendant Bretanje, Caze de La Bove u djelu Mémoire concernant les subdélégués de l'intendance de Bretagne, 1775.
Okruzi su stvoreni zakonom Loi du 28 pluviôse (17. veljače 1800.) i time zamijenili distrikte. Neko vrijeme, a posebno za vrijeme Treće Republike, okruzi su služili kao izborne jedinice.
U Francuskoj trenutno postoji 342 departmanska okruga. Većina departmana ima tri ili četiri okruga. Pariški departman i territoire de Belfort imaju samo jedan okrug, dok departman Moselle ima devet.

## Okruzi u općinama
Općinski okruzi u Francuskoj, su područja na koje se dijele neke općine, te su time najniži oblik upravne jedinice u Francuskoj. Svakom općinom u Francuskoj upravljaju Općinsko vijeće (conseil municipal) i načelnik ili gradonačelnik (maire). Zbog njihove veličine, općine Pariz, Lyon i Marseille su podjeljene u 20, 9 i 16 općinskih okruga. U Marseilleu su okruzi okupljeni u sektore (secteurs), a svaki se sektor sastoji od dva okruga, te je grad podijeljen na 8 sektora.
Svaki općinski okrug, ili sektor u Marseilleu ima Okružno vijeće (conseil d'arrondissement), kojim presjeda načelnik okruga (maire d'arrondissement).
Jedna trećina Okružnog vijeća se sastoji od općinskih vijećnika, izabranih na nivou općine, a dvije trećine od okružnih vijećnika, izabranih na nivou tog okruga. Načelnika okruga izabire Okružno vijeće, te on mora biti općinski vijećnik.

## Vanjske poveznice
- Subdélégués et subdélégations : origine des arrondissements

|  | Portal Francuske – Pristup člancima s tematikom o Francuskoj. |